# Erika Sirsch
Erika Sirsch ist eine deutsche Wissenschaftlerin und Hochschullehrerin an der Medizinischen Fakultät der Universität Duisburg-Essen. Sie ist Leitlinienkoordinatorin und war bis März 2021 zweite Vorsitzende der Deutschen Gesellschaft für Pflegewissenschaft. 

## Leben
Im Jahr 1980 absolvierte Sirsch eine Ausbildung als Krankenschwester und arbeitete bis 1995 auf verschiedenen Stationen, unter anderem in der Psychiatrie und der Unfallchirurgie. Von 1994 bis 1998 bildete sie sich zur Fachkrankenschwester für Geriatrische Rehabilitation und Gerontopsychiatrie am Bildungszentrum des Deutschen Berufsverbands für Pflegeberufe in Essen fort. Gleichzeitig war Sirsch Stations- und Bereichsleitung auf der Inneren Medizin und in der Geriatrischen Rehabilitation am St. Marienhospital in Orsoy. Im Jahr 2000 nahm sie das Studium der Pflegewissenschaften an der Universität Witten/Herdecke auf, wo sie im Jahr 2014 promovierte. Sirsch war als wissenschaftliche Mitarbeiterin am Deutschen Zentrum für Neurodegenerative Erkrankungen (DZNE) tätig.
Im April 2014 erhielt Sirsch den Lehrstuhl für Akutpflege an der Philosophisch-Theologischen Hochschule Vallendar. Zum Sommersemester 2015 nahm sie ihre Tätigkeit als Juniorprofessorin auf. Im 2018 wurde sie Prodekanin der Pflegewissenschaftlichen Fakultät an der PTHV und übernahm die Leitung des Studiengangs Bachelor Pflegeexpertise (B.Sc.). Im Jahr 2018 wurde Sirsch Dekanin der Pflegewissenschaftlichen Fakultät. Im Jahr 2023 wechselte Sirsch an die Medizinische Fakultät der Universität Duisburg-Essen. Hier ist sie im Institut für Didaktik in der Medizin tätig. 
Sirsch war Leitlinienkoordinatorin der federführenden Fachgesellschaft Deutsche Schmerzgesellschaft bei der Entwicklung der AWMF-Leitlinie „Schmerzassessment bei älteren Menschen in der vollstationären Altenhilfe“, die im Jahr 2018 begann.
Als wissenschaftliche Leitung war Sirsch maßgeblich an der Entwicklung des Expertenstandards „Förderung der Mundgesundheit in der Pflege“ beteiligt, der im Jahr 2021 veröffentlicht wurde. Als Besonderheit wurde dieser Expertenstandard nicht, wie zuvor sämtliche nationalen Pflegestandards, vom Deutschen Netzwerk zur Qualitätsentwicklung in der Pflege erarbeitet, sondern in Kooperation verschiedener zahnmedizinischer Gesellschaften erstellt. Im Gegensatz zu den etablierten Pflegestandards des DNQP war die erstellende Arbeitsgruppe unter Leitung von Sirsch interprofessionell – also unter Beteiligung von Medizinern – zusammengesetzt.
Sirsch engagiert sich in ihrer Lehrtätigkeit dafür, die Dynamiken im Gesundheits- und Pflegewesen aufzunehmen und auf lokaler Ebene Impulse für die Weiterentwicklung der Pflege zu geben. Sie sieht interprofessionelle Zusammenarbeit als Möglichkeit, manche pflegebezogene Themen zu erarbeiten.

## Ehrung
- März 2021: Ehrennadel der Deutschen Gesellschaft für Pflegewissenschaft für die Tätigkeit als zweite Vorsitzende bis März 2021.[5]

## Publikationen
Bücher als Autorin:
- Entscheidungsfindung zum Schmerzassessment bei Menschen mit Demenz im Krankenhaus, Beltz Juventa Fachverlag, 2020

Als Herausgeberin:
- mit Andre Ewers, Irmela Gnass, Nadja Nestler und Nadine Schüßler: Kompendium Schmerz. Für Schmerzexperten in Pflege- und Gesundheitsberufen, Hogrefe Verlag, 2021

Fachbeiträge (Auswahl)
- Diagnostik von Schmerzen im Alter : Perspektiven auf ein multidimensionales Phänomen., Der Schmerz 29(4), 2015.
- Schmerzassessment und Demenz – Deutschsprachige Ergebnisse eines europäischen Surveys. Pflege & Gesellschaft 20 (4), 2015

Fachartikel (Auswahl)
- Fluch oder Segen – Opioide gestern und heute in Schmerz und Schmerzmanagement, 2019
- Eine Leitlinie zum Schmerzassessment – eine pflegerische Aufgabe im multiprofessionellen Kontext? in Die Schwester, Der Pfleger 2019
- Gemeinsam gegen den Schmerz : S3-Leitlinie in  Altenpflege 2018
- Ist Inklusion in der Pflege überhaupt möglich? Diakonia, 2018